# Polyxenus shinoharai
Polyxenus shinoharai är en mångfotingart som beskrevs av S. Ishii 1983. Polyxenus shinoharai ingår i släktet Polyxenus och familjen penseldubbelfotingar. Inga underarter finns listade i Catalogue of Life.